# Mesquita Central de Sabanci
La Mesquita Central de Sabanci (en turc: Sabancı Merkez Camii) d'Adana és la mesquita més gran de Turquia. L'exterior de la mesquita, i la decoració interna, són semblants als de la Mesquita de Selimiye, d'Edirne, malgrat que té sis minarets, com la Mesquita del Soldà Ahmet (Mesquita Blava) d'Istanbul.
La mesquita, que està en ús des del 1998, la van construir sobre un cementiri armeni confiscat. El terreny té 52.600 m² i la superfície construïda tancada 6.600 m².
La van construir conjuntament la Fundació Religiosa Turca i la Fundació Sabanci. El propietari de la mesquita pertany a la Fundació d'Afers Religiosos d'Adana i els seus drets d'ús s'han transferit a l'Oficina Provincial d'Adana de Mufti.

## Arquitectura

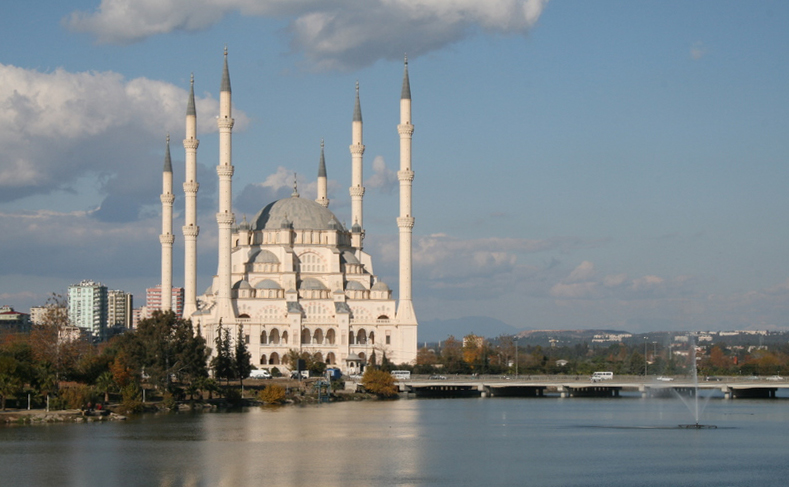
Vista des del riu Seyhan

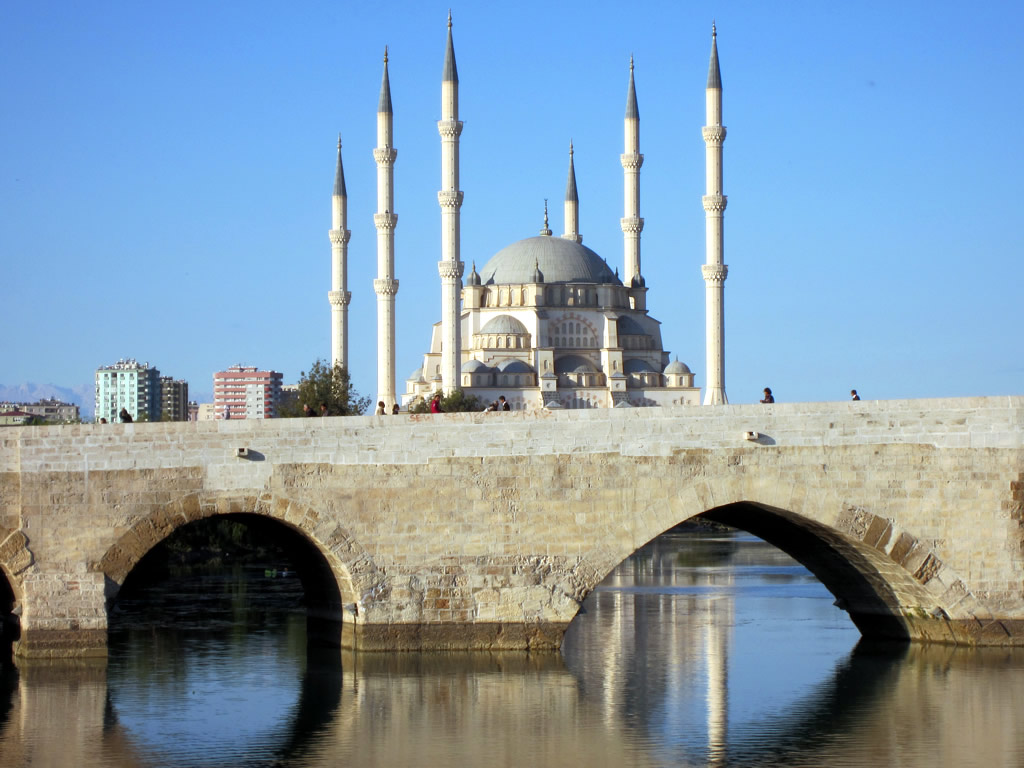
La moderna mesquita s'eleva per sobre de l'antic pont romà

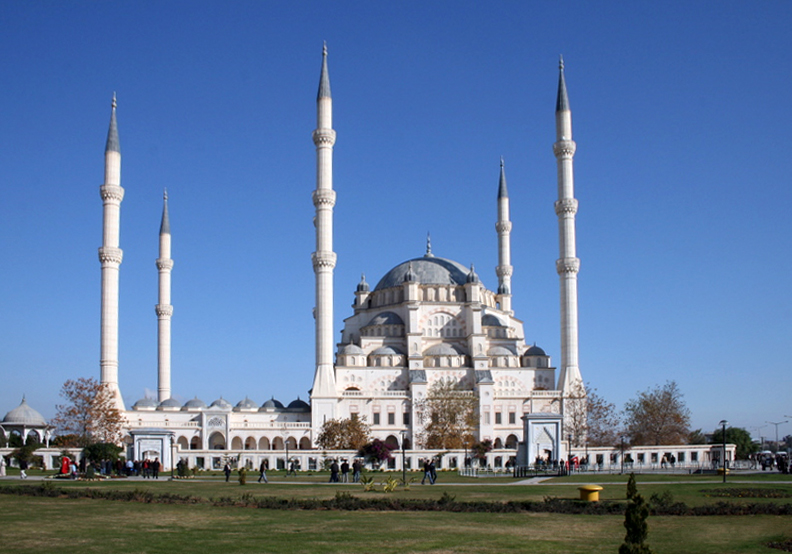
Vista des del riu Seyhan

Té vuit columnes que suporten la cúpula principal, d'un diàmetre de 32 m i una alçada exterior de 54 m sobre el nivell del terra. Els minarets s'han construït amb formigó armat vist, amb una barreja de ciment blanc i pedra triturada de color vori: els quatre adjacents a l'edifici principal tenen 99 m d'alçada i els altres dos, al porxo, 75 m. La mesquita enclou 4 aules, 10 habitacions itikaf, sales de l'imam i del muetzí, sales de discussió i font.
Tots els treballs de cal·ligrafia de la mesquita són obra de Huseyin Kutlu. Els taulells s'han realitzat seguint la tècnica de Nicea (actual Iznik). Els quatre grans panells davant de l'alquibla són els més grans del món. La pintura dels taulells i els motius són de l'arquitecte Nakkas M. Semih Irtes. El nínxol, el minrab, la plataforma, l'entrada i les portes són de marbre i les va construir Nihat Kartal seguint l'estil de les mesquites otomanes clàssiques. Les portes de fusta, les va fer en estil "kundekari" Ahmet Yilçay; els vitralls són obra d'Abdülkadir Aydin i les muaarna d'Ali Turan.
Té un sistema de ràdio central —construït en el minaret (amb ascensor) i realitzat per Aselsan— que permet que els sermons estiguen a la disposició de 275 mesquites situades en una àrea de 60 km de diàmetre. A l'oest de la mesquita, com un annex separat, hi ha una biblioteca clàssica i digital, oberta als investigadors i al públic general.
En diades religiosos especials es donen en la Font Sebil sorbets de mel.

## Galeria d'imatges

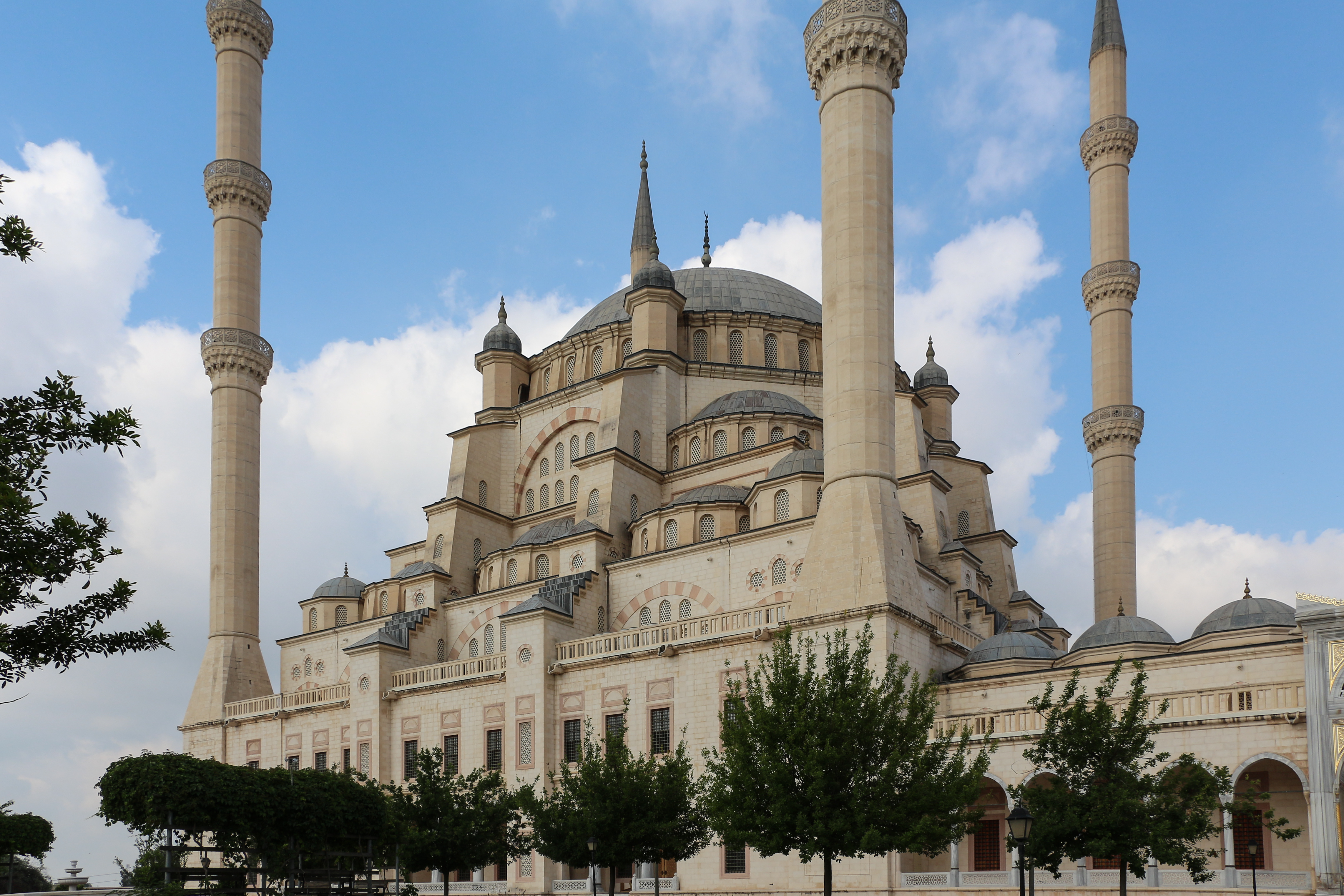
Vista de les cúpules
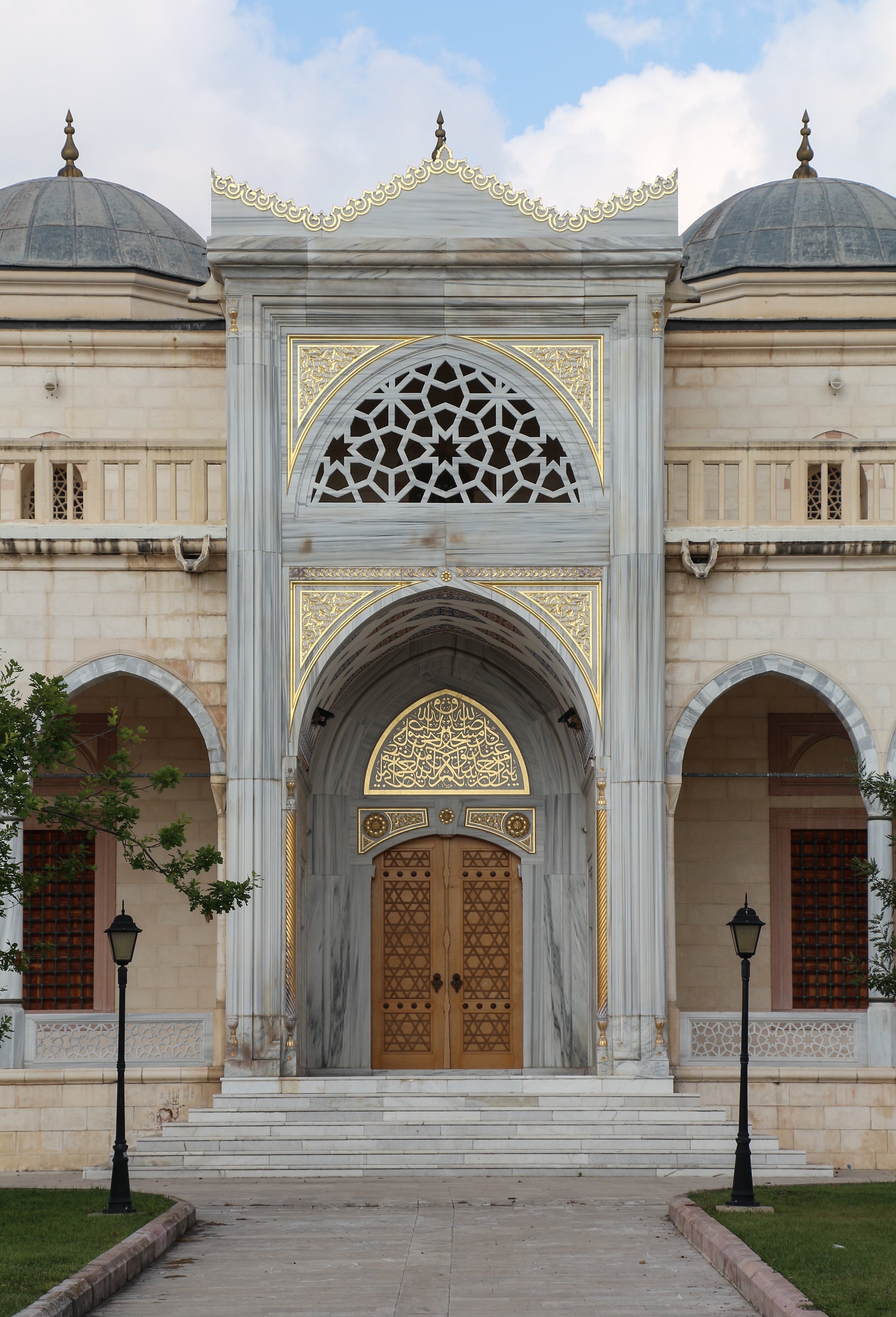
Una porta de la mesquita
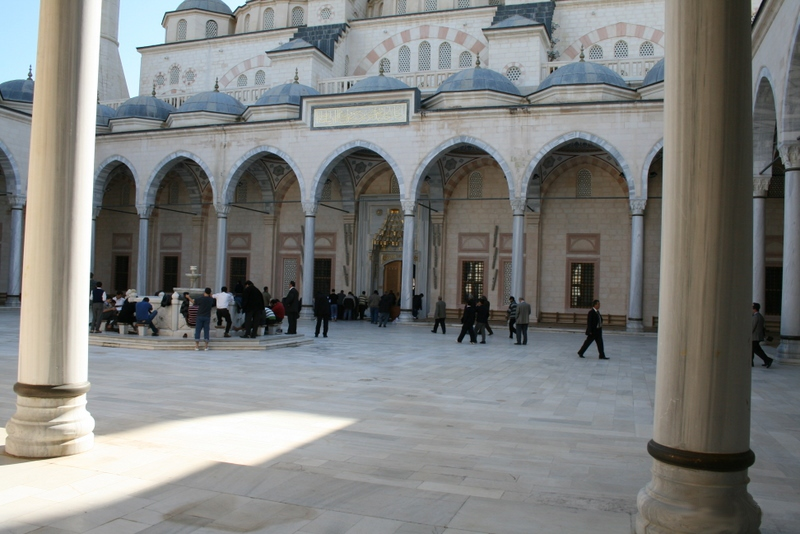
Sala interior
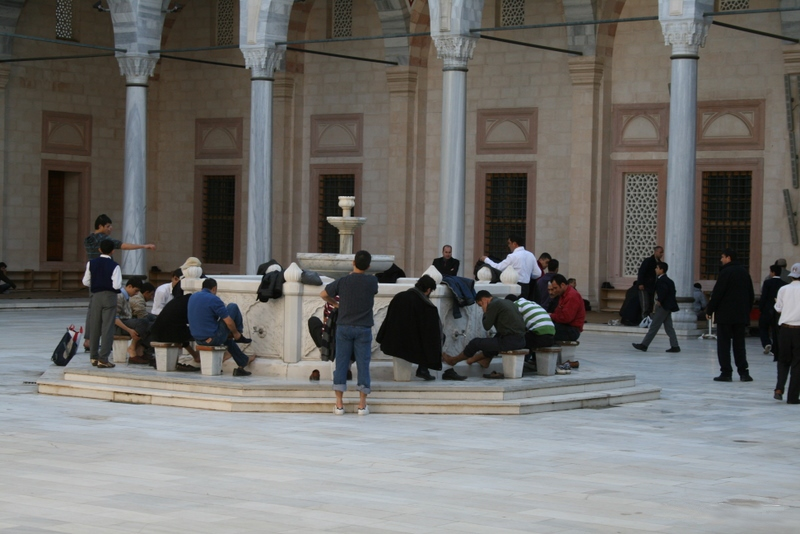
Plaça de l'Ablució
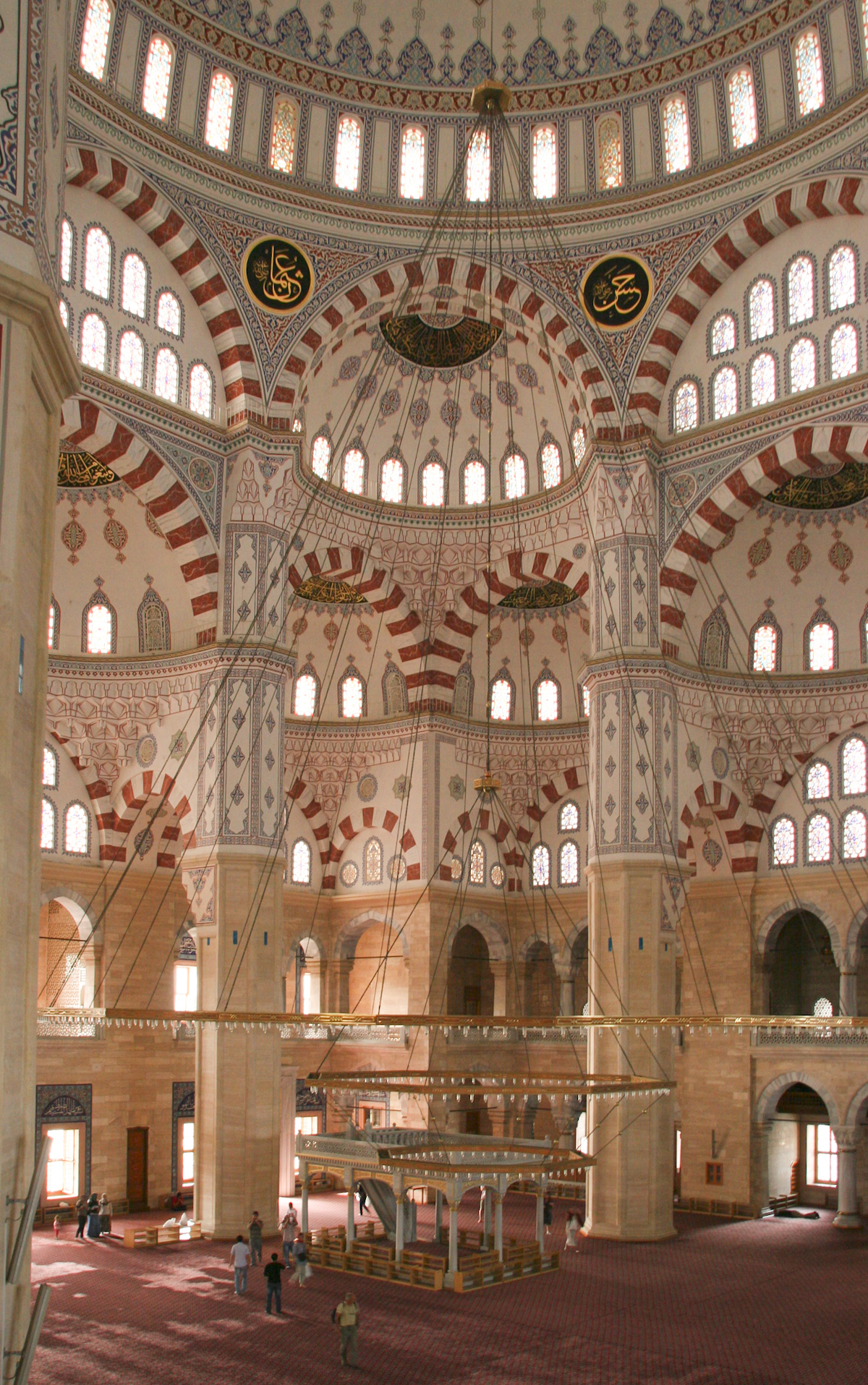
Interior
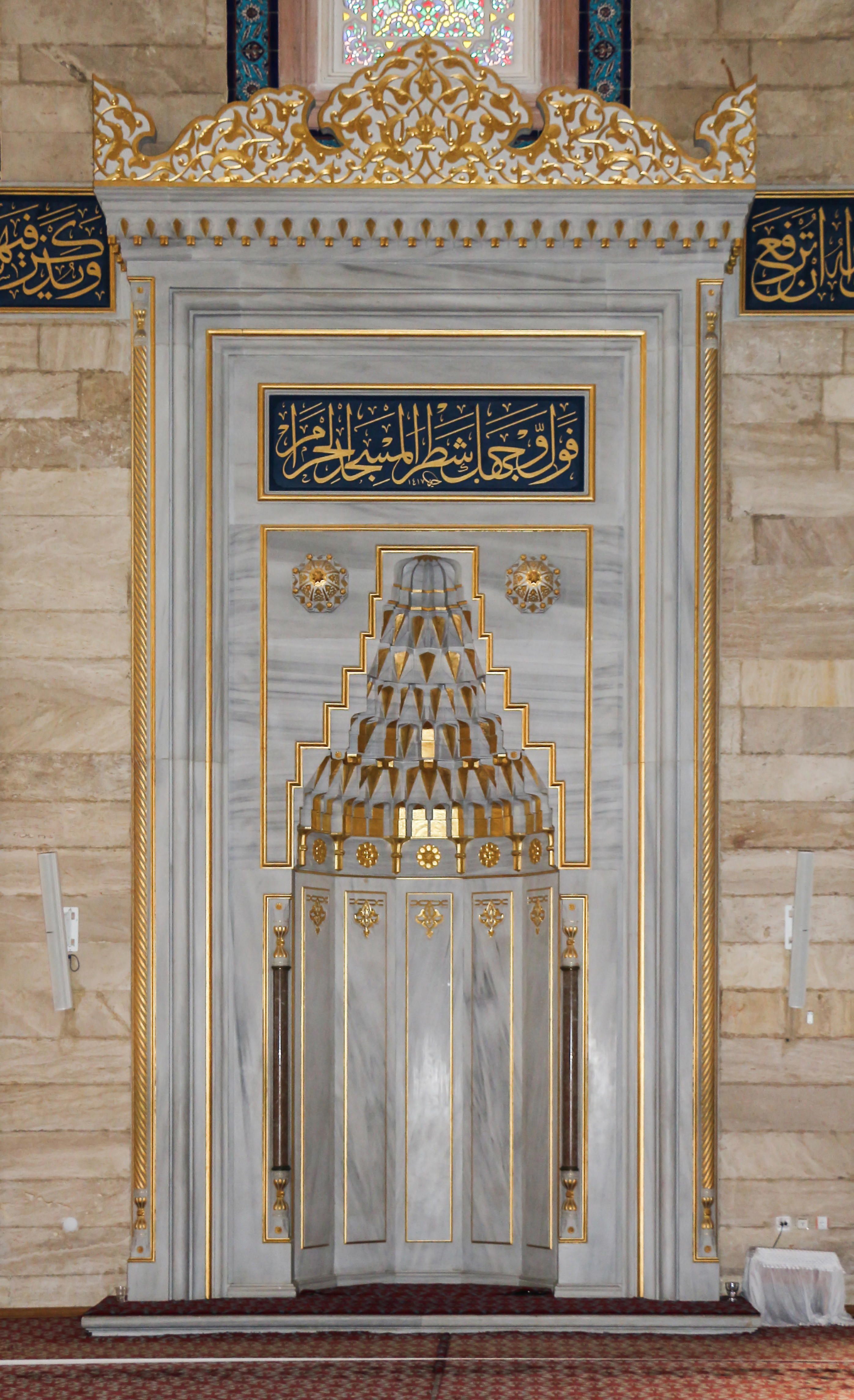
Mihrab